# Leptoscyphus subemarginatus
Leptoscyphus subemarginatus là một loài rêu tản trong họ Geocalycaceae. Loài này được (Hook. f. & Taylor) J.J. Engel miêu tả khoa học lần đầu tiên năm 1991.